# Juan Trippe
Juan Terry Trippe (27 de junho de 1889 – 3 de abril de 1981) foi um aviador norte-americano e empresário no ramo da aviação civil, fundador da Pan American World Airways, uma das companhias aéreas de maior renome durante o século XX.

## Biografia
Desde cedo interessado na aviação, teve as suas primeiras aulas de aeronáutica em Miami aos 18 anos. Mais tarde, abandonou a faculdade para se tornar piloto de bombardeiros da Marinha dos Estados Unidos. Em 1927, com a ajuda de vários amigos e investidores, fundou a Pan Am em Nova York, e a companhia começou a voar para destinos internacionais. Poucos anos mais tarde, graças a ligações privilegiadas às elites politicas, a Pan Am começou a dominar as rotas aéreas de correios. Em 1934 lançou-se na ideia de criar rotas aéreas de correio no oceano pacifico, feito que só conseguiu ao construir um aeroporto na Ilha Wake para que as suas aeronaves pudessem reabastecer na longa viagem, passando a dominar os correios para o extremo oriente. Em 1945, sob forte pressão da concorrência, Trippe lança na sua empresa a Classe Turística, com bilhetes a metade do preço normal e, em 1947, fez da sua companhia a primeira a fazer serviços à volta do mundo, assim como a primeira a apostar com força em aviões comerciais a jacto.
Trippe considerava que voar não deveria ser um privilégio apenas para alguns, mas sim um direito para todos. Nos anos 60, as viagens aéreas estavam a tornar-se cada vez mais populares, e os aeroportos estavam cada vez mais a ficar com dificuldades de movimentar as pessoas e os aviões. Juan Trippe convenceu assim a Boeing a criar o famoso Boeing 747, que se revelou um sucesso e aliviou muitos aeroportos internacionais.
Reformou-se em 1968, numa época em que a Pan Am marcava presença regular em 85 países. Alguns anos depois de morrer, a Pan Am, muito afectada pela crise petrolífera, declarou falência.
Sepultado no Green-Wood Cemetery.